# Bitheca agarica
Bitheca agarica är en tvåvingeart som beskrevs av Marshall 1987. Bitheca agarica ingår i släktet Bitheca och familjen hoppflugor. Inga underarter finns listade i Catalogue of Life.